# Dianthus japigicus
Dianthus japigicus är en nejlikväxtart som beskrevs av Bianco och S. Brullo. Dianthus japigicus ingår i släktet nejlikor, och familjen nejlikväxter. Inga underarter finns listade i Catalogue of Life.